# سورة التين
سورة التين هي سورة مكية، من المفصل، آياتها 8، وترتيبها في المصحف 95، في الجزء الثلاثين، سُميت بـ: (سورة التين)، أو (والتين) لافتتاح السورة بـ (التين)، بدأت بأسلوب قسم ﴿وَالتِّينِ وَالزَّيْتُونِ ۝١﴾ [التين:1]، نزلت بعد سورة البروج، ومن أهم ما ورد في مناسبة السورة لما قبلها، لما ذكر في سورة الشرح دلائل كمالية محمد ﷺ، ذكر في سورة (التين) كمالية خلق الله للإنسان بوجه عام كنوع من المخلوفات، ومن أهم خصائصها أن الله أقسم فيها بثلاثة مواضع مقدسة، أماكن نبات التين والزيتون، وطور سيناء، ومكة البلد الحرام، على أنه خلق الإنسان في أحسن تقويم، وأهم مقاصدها، هو بيان تكريم الإنسان من خلال تحسين صورته بدابة بخلق آدم، واستمراراً بالتناسل منه.

## التعريف بالسورة وسبب التسمية
سورة (التين) سمُيت في معظم كتب التفسير ومعظم المصاحف (سورة والتين) بإثبات الواو، وسماها بعض المفسرين (سورة التين) بدون واو لأن فيها لفظ (التين)، كما قالوا: (سورة التين)، وبذلك عنونها الترمذي وبعض المصاحف، وتعتبر من حيث المقدار من السور المفصلات، أي: السور التي لها آيات متعددة وصغيرة.
وسميت سورة (التين) بهذه التسمية لأن اللَّه أقسم في مطلعها بالتين والزيتون، لما فيهما من خيرات وبركات، ومنافع: ﴿وَالتِّينِ وَالزَّيْتُونِ ۝١﴾ [التين:1].
ويتصدر هذه السورة قسم عظيم "بالتين والزيتون، وطور سينين، والبلد الأمين"، والمحور الذي يدور عليه القسم فيها هو خلق الإنسان، وما يتعرض له في حياته من فوز أو خذلان، وربح أو خسران.
وفي معنى الآية المتعلقة بتسمية السورة (والتين والزيتون): اختلف المفسرون في ذلك، فقيل: أن المراد التين الذي يؤكل، والزيتون الذي يُعصر، وقيل: المراد منبتهما، وأكثر من قال بهذا القول يرى أن الآية تشير إلى دمشق وبيت المقدس، وقيل: هما جبلان بالشام، وقيل: هما هاتان الثمرتان اللتان نعرفهما بحقيقتهما، وقد أقسم الله بهما لأنهما عجيبتان من بين الأشجار المثمرة.

## عدد آيات السورة وكلماتها وحروفها
عدد آياتها: ثمان آيات.
عدد كلماتها: أربع وثلاثون كلمة.
وحروفها: مائة وخمسون حرفاً.

## مكان نزول السورة وترتيبها

### مكان نزول السورة
نزلت سورة (التين) في مكة، فهي مكية في قول جُلّ المفسرين، وقد نزلت بعد سورة البروج، ونزلت سورة البروج فيما بين الهجرة إلى الحبشة والإسراء فيكون نزول سورة التين في ذلك التاريخ أيضا، وقال ابن عاشور: هي مكية عند أكثر العلماء، وقال ابن عطية: لا أعرف في ذلك خلافاً بين المفسرين، ولم يذكرها صاحب «الإتقان» في عداد السور المختلف فيها، وذكر القرطبي عن قتادة أنها مدنية، ونسب أيضاً إلى ابن عباس، والصحيح عن ابن عباس أنه قال: هي مكية.

### ترتيب نزول السورة
وأما ترتيبها: فترتيبها النزولي (28) نزلت بعد سورة البروج، وقبل سورة قريش، وأما ترتيبها في المصحف فهي (95)، بعد سورة الشرح وقبل سورة العلق.

## فضائل وخصائص السورة

### فضائل السورة
لقد أورد أبو العباس جعفر المستغفري في كتابه (فضائل القرآن)، حديثاً في سورة (التين)، والحديث صحيح أورده البخاري وغيره، عن شعبة عن عدي، قال: سمعت البراء بن عازب يقول: كان رسول الله ﷺ في سفر فصلى العشاء الآخرة فقرأ في إحدى الركعتين بـ ﴿وَالتِّينِ وَالزَّيْتُونِ ۝١﴾ [التين:1].

### خصائص السورة
لقد اختصت سورة (التين) عن غيرها بعدد من الخصائص، أهمها ما يلي:
1. ابتدأت السورة بالقسم بهذه الأشياء الثلاثة: بالتين والزيتون وطور سينين، يقول ابن كثير: وقال بعض الأئمة: هذه محال ثلاثة بعث الله في كل واحد منها نبيّا مرسلاً من أولي العزم أصحاب الشرائع الكبار.
  - فالأول: محله التين والزيتون، وهي بيت المقدس التي بعث الله فيها عيسى ابن مريم .
  - والثاني: طور سينين وهو طور سيناء الذي كلّم الله عليه موسى بن عمران .
  - والثالث: مكة وهو البلد الأمين الذي من دخله كان آمناً وهو الذي أُرسل فيه محمد ﷺ.[16]
2. إن سورة (التين) نسيج متين وخيط واحد مكين، حيث تقسم بالدين على خلق الإنسان على فطرة الدين، إلا من انتكس.[1]
3. ومن خصائصها احتوائها على إعجاز علمي، وهو القسم بالتين، فقد جاء هذا القسم لتنبيهنا إلى ما في هذه الثمرة المباركة من إعجاز في خلقها، ومن منافع جمة في تناولها كغذاء.[5]

## مناسبتها السورة لما قبلها وبعدها

### مناسبة سورة التين لما قبلها
بين سورة (التين) وما قبلها كثير من المناسبات، أهمها ما يلي:
1. لما ختمت سورة الانشراح بالدعوة إلى الكد والنصب، في الحياة الدنيا، ليبني الإنسان بذلك دار مقامه في الآخرة، ويعمرها بما يساق إليه فيها من نعيم الله ورضوانه؛ بدئت سورة «التين» بهذه الأقسام من الله ، لتقرير حقيقة الإنسان وتذكيره بوجوده، وأن الله سبحانه خلقه في أحسن تقويم، وأودع فيه القوى التي تمكّن له من الاحتفاظ بهذه الصورة الكريمة، وأن يبلغ أعلى المنازل عند الله، ولكن ميل الإنسان إلى حب العاجلة، قد أغراه باقتطاف الذات الدانية له من دنياه، دون أن يلتفت إلى الآخرة، أو يعمل لها، فردّ إلى أسفل سافلين.. وقليل هم أولئك الذين عرفوا قدر أنفسهم، فعلوا بها عن هذا الأفق الضيق، ونظروا إلى ماوراء هذه الدنيا.[13]
2. لما أمر الله  نبيه في الضحى بالتحديث بنعمته، وذكَّره بمجامعها في {ألم نشرح}، فأنتج ذلك إفراده بما أمره به في ختمها من تخصيصه بالرغبة إليه، فدل في الزيتون على أنه أهل لذلك لتمام قدرته الذي يلزم منه أنه لا قدرة لغيره إلا به، فأنتج ذلك تمام الحكمة فأثمر قطعاً البعث للجزاء فتشوف السامع إلى ما يوجب حسن الجزاء في ذلك اليوم وبأيّ وسيلة يقف بين يدي الملك الأعلى في يوم الجمع الأكبر من خصال الذين آمنوا وعملوا الصالحات.[17]
3. لما ذكر  في السورة السابقة (ألم نشرح) حال رسول الله ﷺ وهو أكمل النوع الإنساني بالاتفاق، بل أكمل خلق الله على الإطلاق، ذكر في هذه حال النوع الإنساني بعامة وما ينتهي إليه أمره، وما أعده  لمن آمن منه بذلك الفرد الأكمل، ناسب أن يقرن بينهما.[18]

### مناسبة سورة التين لما بعدها
وبين سورة (التين) وما بعدها أكثر من مناسبة، أهمها:
1. أنه  لما قال في آخر سورة (التين): ﴿أَلَيْسَ اللَّهُ بِأَحْكَمِ الْحَاكِمِينَ ۝٨﴾ [التين:8]، بيّن في أول سورة العلق، أنه تعالى مصدر علم العباد بحكمته، فبيّن أنه سبحانه: ﴿الَّذِي عَلَّمَ بِالْقَلَمِ ۝٤ عَلَّمَ الْإِنْسَانَ مَا لَمْ يَعْلَمْ ۝٥﴾ [العلق:4–5]، وصدّر ذلك بالأمر بالقراءة، واستفتاحها باسمه دائماً، لتكون للإنسان عوناً على كمال العلم بحكمة أحكم الحاكمين.[19]
2. لما ذكر اللَّه  في سورة التين أنه خلق الإنسان في أحسن تقويم، وهذا بيان للصورة، ذكر في السورة التي بعدها (العلق) أنه: ﴿خَلَقَ الْإِنْسَانَ مِنْ عَلَقٍ ۝٢﴾ [العلق:2] وهذا بيان للمادة، وذكر  في سورة العلق من أحوال الآخرة بياناً توضيحياً لما ذكر في سورة التين.[10]

## مقاصد السورة
1. المقصد الرئيس الذي تعرضه سورة التين، هو حقيقة الفطرة القويمة التي فطر الله الإنسان عليها،[12] كما قال في آية أخرى: ﴿فَأَقِمْ وَجْهَكَ لِلدِّينِ حَنِيفًا فِطْرَةَ اللَّهِ الَّتِي فَطَرَ النَّاسَ عَلَيْهَا﴾ [الروم:30]، وأن ما يخالف أصوله بالأصالة أو بالتحريف فساد وضلال، ومتبعي ما يخالف الإسلام أهل ضلالة، والتعريض بالوعيد للمكذبين بالإسلام.[8]
2. قال البقاعي: ومقصودها –أي سورة التين- سر مقصود (ألم نشرح)، وذلك هو إثبات القدرة الكاملة، وهو المشار إليه باسمها، فإن في خلق التين والزيتون من الغرائب، ما يدل على ذلك، وكذا فيما أشير إليه بذلك من النبوات، وضم القسم إلى المقسم عليه، وهو الِإنسان، الذي هو المحب ما في الأكوان، واضح في ذلك.[20]
3. الإشارة بالأمور المقسم بها إلى أطوار الشرائع الأربعة إيماء إلى أن الإسلام جاء مصدقاً لها وأنها مشاركة أصولها لأصول دين الإسلام، والتنويه بحسن جزاء الذين اتبعوا الإسلام في أصوله وفروعه، وشملت الامتنان على الإنسان بخلقه على أحسن نظام في جثمانه ونفسه.[8]

## المحتوى العام في السورة
احتوت هذه السورة على بيان ثلاثة أمور متعلقة بالإنسان وعقيدته:
1. موضوع القسم بالتين والزيتون والأماكن المقدسة، فقد أقسم بالتين والزيتون، ثم القسم بطور سينين، ثم القسم بالبلد الأمين.[7]
2. موضوع تكريم النوع الإنساني، حيث خلق اللَّه الإنسان في أحسن صورة وشكل، منتصب القامة، سويّ الأعضاء، حسن التركيب: ﴿وَالتِّينِ وَالزَّيْتُونِ ۝١ وَطُورِ سِينِينَ ۝٢ وَهَذَا الْبَلَدِ الْأَمِينِ ۝٣ لَقَدْ خَلَقْنَا الْإِنْسَانَ فِي أَحْسَنِ تَقْوِيمٍ ۝٤﴾ [التين:1–4].
3. موضوع انحدار مستوى الإنسان وزجّ نفسه في نيران جهنم بسبب كفره باللَّه  ورسوله ﷺ، وإنكاره البعث والنشور، بالرغم من توافر الأدلة القاطعة على قدرة اللَّه عزّ وجلّ بخلق الإنسان في أحسن تقويم: ﴿ثُمَّ رَدَدْنَاهُ أَسْفَلَ سَافِلِينَ ۝٥﴾ [التين:5]، واستثناء الذين آمنوا وعملوا الصالحات: ﴿إِلَّا الَّذِينَ آمَنُوا وَعَمِلُوا الصَّالِحَاتِ فَلَهُمْ أَجْرٌ غَيْرُ مَمْنُونٍ ۝٦﴾ [التين:6].
4. موضوع إعلان مبدأ العدل المطلق في ثواب المؤمنين، وتعذيب الكافرين: ﴿فَمَا يُكَذِّبُكَ بَعْدُ بِالدِّينِ ۝٧ أَلَيْسَ اللَّهُ بِأَحْكَمِ الْحَاكِمِينَ ۝٨﴾ [التين:7–8].[10]

### الناسخ والمنسوخ في السورة
قال ابن حزم: "جميعها محكم غير آية واحدة وهي قوله تعالى: ﴿أَلَيْسَ اللَّهُ بِأَحْكَمِ الْحَاكِمِينَ ۝٨﴾ [التين:8]، نسخ معناها بـ آية السيف.

## معاني الكلمات
- التين والزيتون: هما الأشارة الي مدينة بيت لحم مهد المسيح، وقيل التين: هو إشارة إلى شجرة التين التي راح آدم وزوجه يخصفان من ورقها على سوآتهما في الجنة التي كانا فيها قبل هبوطهما إلى هذه الحياة الدنيا، وقيل الزيتون: إنه إشارة إلى طورزيتا في بيت المقدس، وقيل: هو إشارة إلى بيت المقدس نفسه، وقيل: هو إشارة إلى غصن الزيتون الذي عادت به الحمامة التي أطلقها نوح – من السفينة – لترتاد حالة الطوفان، فلما عادت ومعها هذا الغصن عرف أن الأرض انكشفت وأنبتت! وقيل الزيتون أشير إليها في موضع آخر بجوار الطور: ( وشجرة تخرج من طور سيناء تنبت بالدهن وصبغ للآكلين )، كما ورد ذكر الزيتون: ( وَزَيْتُونًا وَنَخْلًا ) ... فأما ( التين ) فذكره يرد في هذا الموضع لأول مرة وللمرة الوحيدة في القرآن كله .
- طور سينين: هو الطور الذي نودي موسى - - من جانبه .
- البلد الأمين: هو مكة بيت الله الحرام موطن محمد صلوات الله عليه وسلامه، وعلاقتهما بأمر الدين والإيمان واضحة .

## اللغة والبلاغة في السورة

### اللغة في السورة
(وَالتِّينِ وَالزَّيْتُونِ): اختلف في معنى التين والزيتون، وكثرت مقولات المفسرين فيهما، ويروون عن ابن عباس أنه قال فيها: "هو تينكم الذي تأكلون، وزيتونكم الذي تعصرون منه الزيت، قال تعالى: ﴿وَشَجَرَةً تَخْرُجُ مِنْ طُورِ سَيْنَاءَ تَنْبُتُ بِالدُّهْنِ وَصِبْغٍ لِلْآكِلِينَ ۝٢٠﴾ [المؤمنون:20]، وقيل (التين): المسجد الحرام، و(الزيتون): المسجد الأقصى، وقيل: هما جبلان بالشام.. وقيل كثير غير هذا.
وقال محمد بن كعب: التين: مسجد أصحاب الكهف، والزيتون: مسجد إيلياء، وقال كعب الاحبار وقتادة أيضا وعكرمة وابن زيد: التين: دمشق، والزيتون: بيت المقدس، ويرجّح القرطبي أنهما التين والزيتون على الحقيقة، وقال: "لا يعدل عن الحقيقة إلى المجاز إلا بدليل، وإنما أقسم الله بالتين، لأنه كان ستر آدم في الجنة.
وقال الطبري: "والصواب من القول في ذلك عندنا: قول من قال: التين: هو التين الذي يُؤكل، والزيتون: هو الزيتون الذي يُعصر منه الزيت، لأن ذلك هو المعروف عند العرب، ولا يُعرف جبل يسمى تينا، ولا جبل يقال له زيتون، إلا أن يقول قائل: أقسم ربنا جلّ ثناؤه بالتين والزيتون، والمراد من الكلام: القسم بمنابت التين، ومنابت الزيتون، فيكون ذلك مذهبا، وإن لم يكن على صحة ذلك أنه كذلك دلالة في ظاهر التنزيل، ولا من قول من لا يجوّز خلافه، لأن دمشق بها منابت التين، وبيت المقدس منابت الزيتون.
(وطور سينين): المراد من الطور الجبل الذي كلم الله تعالى موسى عليه السلام عليه، واختلفوا في سينين والأولى عند النحويين أن يكون سينين وسينا اسمين للمكان الذي حصل فيه الجبل أضيفا إلى ذلك المكان، وأما المفسرون فقال ابن عباس في رواية عكرمة: الطور الجبل وسينين الحسن بلغة الحبشة، وقال مجاهد: سينين المبارك، وقال الكلبي: هو الجبل المشجر ذو الشجر، وقال مقاتل: كل جبل فيه شجر مثمر فهو سينين وسينا بلغة النبط قال الواحدي: والأولى أن يكون سينين اسما للمكان الذي به الجبل، ثم لذلك سمي سينين أو سينا لحسنه أو لكونه مباركا، ولا يجوز أن يكون سينين نعتا للطور لإضافته إليه.
(وهذا البلد الأمين): (البلد): يعني مكة، (الأمين): من أمن الرجل أمانة فهو أمين وأمانته أنه يحفظ من دخله كما يحفظ الأمين ما يؤتمن عليه.
﴿لَقَدْ خَلَقْنَا الْإِنْسَانَ فِي أَحْسَنِ تَقْوِيمٍ ۝٤﴾ [التين:4] أي لقد خلقنا الإنسان في أحسن صورة، فجعلناه مديد القامة، حسن البزّة، يتناول ما يريد بيده لا كسائر الحيوان يتناول ما يريد بفيه إلى أنه خصه بالعقل والتمييز والاستعداد لقبول العلوم والمعارف، واستنباط الحيل التي بها يستطيع أن يكون له السلطان على جميع الكائنات، وله من الحول والطّول ما يمتد إلى كل شىء، لكن قد غفل عما ميّز به، وظنّ نفسه كسائر المخلوقات، وراح يعمل ما لا يبيحه له العقل، ولا ترضى عنه الفطرة، وانطلق يتزوّد من متاع الدنيا والاستمتاع بشهواتها ما استطاع إلى ذلك سبيلا، وأعرض عن النظر فيما ينفعه في معاده، وما يرضى به ربه وما يوصله إلى النعيم المقيم.
﴿ثُمَّ رَدَدْنَاهُ أَسْفَلَ سَافِلِينَ ۝٥﴾ [التين:5]: أي ثم كان عاقبة أمره حين لم يشكر نعمة تلك الخلقة الحسنة القويمة السوية أن رددناه أسفل من سفل خلقاً وتركيباً، يعني أقبح من قبح صورة وهم أصحاب النار، أو أسفل من سفل من أهل الدركات، أو ثم رددناه بعد ذلك التقويم والتحسين أسفل من سفل في حسن الصورة والشكل حيث نكسناه في خلقه، فقوس ظهره بعد اعتداله وابيض شعره بعد سواده وتشنن جلده وكلَّ سمعه وبصره، وتغير كل شيء منه، فمشيه دليف وصونه حفات وقوته ضعف وشهامته خوف.
﴿إِلَّا الَّذِينَ آمَنُوا وَعَمِلُوا الصَّالِحَاتِ فَلَهُمْ أَجْرٌ غَيْرُ مَمْنُونٍ ۝٦﴾ [التين:6]: عن ابن عباس قال: ﴿إِلَّا الَّذِينَ آمَنُوا وَعَمِلُوا الصَّالِحَاتِ﴾، قال: إلا الذين آمنوا قرؤوا القرآن، وقال: من قرأ القرآن لم يرد إلى أرذل العمر، (فلهم أجر غير ممنون): غير مقطوع لأنه يكتب له كصالح ما كان يعمل، قال الضحاك: أجر بغير عمل، ثم قال: إلزاما للحجة.
﴿فَمَا يُكَذِّبُكَ بَعْدُ بِالدِّينِ ۝٧﴾ [التين:7]: اختلف المفسرون في المخاطب بقوله تعالى: (فَما يُكَذِّبُكَ بَعْدُ بِالدِّينِ)، فقال قتادة والفراء والأخفش: هو محمد عليه السلام، قال الله له: فماذا الذي يكذبك فيما تخبر به من الجزاء والبعث، وهو الدين بعد هذه العبر التي يوجب النظر فيها صحة ما قلت، ويحتمل أن يكون «الدين» على هذا التأويل جميع دينه وشرعه، وقال جمهور من المتأولين: المخاطب الإنسان الكافر، أي ما الذي يجعلك كذاباً بالدين، تجعل له أنداداً، وتزعم أن لا بعث بعد هذه الدلائل.
﴿أَلَيْسَ اللَّهُ بِأَحْكَمِ الْحَاكِمِينَ ۝٨﴾ [التين:8]: قال البيضاوي في معنى هذه الآية: "هذه تحقيق لما سبق، والمعنى أليس الذي فعل ذلك من الخلق والرد بأحكم الحاكمين صنعا وتدبيرا ومن كان كذلك كان قادرا على الإعادة والجزاء على ما مر مراراً.

### البلاغة في السورة
تضمنت السورة وجوهاً بلاغية كثيرة نوجز بعضاً منها فيما يلي:
1. في قوله تعالى: ﴿وَالتِّينِ وَالزَّيْتُونِ ۝١﴾: إن أريد موضعهما وهما الشام وبيت المقدس، فهو مجاز مرسل علاقته الحالية بإطلاق الحالّ وإرادة المحل، مثل:﴿إِنَّ الْأَبْرَارَ لَفِي نَعِيمٍ ۝١٣﴾ [الانفطار:13]، فالنعيم مجاز، وهو شيء معنوي يحل في الجنة، والجنة محل له، وهو حالّ فيها، فأطلق على سبيل المجاز المرسل الذي علاقته الحالّية.[10]
2. في قوله تعالى: ﴿ثُمَّ رَدَدْنَاهُ أَسْفَلَ سَافِلِينَ ۝٥﴾ [التين:5]: إسناد الرد إلى الله  إسناد مجازي لأنه يكون الأسباب العالية ونظام تفاعلها وتقابلها في الأسباب الفرعية، حتى تصل إلى الأسباب المباشرة على نحو إسناد مد وقبض الظل إليه تعالى في قوله: ألم تر إلى ربك كيف مد الظل إلى قوله: ﴿ثُمَّ قَبَضْنَاهُ إِلَيْنَا قَبْضًا يَسِيرًا ۝٤٦﴾ [الفرقان:46]، وعلى نحو الإسناد في قول الناس: بنى الأمير مدينة كذا، ويجوز أن يكون أسفل سافلين ظرفا، أي مكانا أسفل ما يسكنه السافلون، فإضافة أسفل إلى سافلين من إضافة الظرف إلى الحال فيه، وينتصب أسفل ب رددناه انتصاب الظرف أو على نزع الخافض، أي إلى أسفل سافلين، وذلك هو دار العذاب كقوله: ﴿إِنَّ الْمُنَافِقِينَ فِي الدَّرْكِ الْأَسْفَلِ مِنَ النَّارِ وَلَنْ تَجِدَ لَهُمْ نَصِيرًا ۝١٤٥﴾ [النساء:145]، فالرد مستعار لمعنى الجعل في مكان يستحقه، وإسناد الرد إلى الله  على هذا الوجه حقيقي.[8]
3. في قوله: ﴿فَمَا يُكَذِّبُكَ بَعْدُ بِالدِّينِ ۝٧﴾ [التين:7]: التفات من الغيبة إلى الخطاب لما سبق من قوله: {لقد خلقنا الإنسان}، والسرّ فيه تشديد الإنكار على الإنسان بمشافهته بالخطاب، كأنه قيل له: فأيّ شيء يضطرك إلى أن تكون كاذباً بعد هذه الدلائل بسبب تكذيب الجزاء.[30]
4. في قوله تعالى: ﴿أَلَيْسَ اللَّهُ بِأَحْكَمِ الْحَاكِمِينَ ۝٨﴾ [التين:8]: استفهام تقريري، وأيضاً جناس، ففي قوله: (بِأَحْكَمِ الْحاكِمِينَ) بينهما جناس اشتقاق، وأيضاً سجع مرصع: ففي قوله: (الْبَلَدِ الْأَمِينِ)، (أَسْفَلَ سافِلِينَ)، (بِأَحْكَمِ الْحاكِمِينَ) سجع مرصّع.[10]

## القراءات في السورة
1. إذا وصلتها مع آخر (ألم نشرح) من قوله تعالى: ﴿فَإِذَا فَرَغْتَ فَانْصَبْ ۝٧﴾، والوقف على ما قبله تامّ، وقيل كاف إلى تقويم وهو كاف، فتبدأ لقالون بقطع البسملة عن السورتين مع قصر المنفصل ومده، ثم بوصلها بالثانية كذلك، واندرج معه قنبل على ترك التكبير، وورش والبصري والشامي على البسملة، وعاصم وعلي فتعطف ورشا في الوجهين بالنقل والمد الطويل، ثم تعطف البزي بالأوجه الأربعة المتقدمة بالتكبير ثم مع التهليل ثم مع التهليل والتحميد، واندرج معه قنبل في الجميع ثم تعطف قالون بوصل الجميع واندرج معه من تقدم ولا يخفى أنك تأتي بالقصر أولا ثم بالمد وتعطف ورشا بالنقل والمد الطويل، ثم تعطف ورشا بالسكت والوصل، ويندرج معه البصري والشامي فيهما فتعطفهما بعده بعدم النقل والمد المتوسط، وحمزة في الوصل فتعطفه بعد البصري والشامي بالمد الطويل على ترك السكت لخلاد، ثم تعطفه بالسكت والمد الطويل، ثم تعطف البزي بالأوجه الثلاثة مع التكبير، ثم مع التهليل، ثم مع التهليل والتحميد واندرج معه قنبل في الجميع.[31]
2. (سينين): قرأ الجمهور بكسر السين (سينين)، وقرأ ابن أبي إسحاق وأبو رجاء بفتح السين وهي لغة بكر وتميم (سينين)، وقرأ عمر بن الخطاب وطلحة والحسن وابن مسعود: (سيناء) بكسر السين، وقرأ أيضا عمر بن الخطاب: (سيناء) بالفتح.[28]
3. (غَيْرُ مَمْنُونٍ): رقق ورش الراء على أصله.[32]

## المؤلفات في السورة
1. تحليل المناسبة في آيات سورة التين والزيتون، نضال حسون، مجلة آداب الكوفة، المجلد الثالث، العدد: (55)، شعبان 1444هـ، آذار 2023م.
2. النسق والتناسق وأثره في التفسير –سورة التين نموذجاً-، أحمد نوفل، المجلة الأردنية في الدراسات الإسلامية، المجلد الثاني، العدد (2)، 1427هـ – 2006م.
3. الإلهي الجامع بين التينن والزيتون في القرآن وعلاقته بحسن قوام الإنسان، للباحثة: سماح وليد عبد الرحيم فطاير، رسالة ماجستير بجامعة القدس، فلسطين، سنة 1434هـ - 2013م.
4. تفسير سورة التين، للباحثة: أم عمر، وهو بحث مقدم في مادة التدريب الميداني كما جاء في غلاف البحث، بجامعة الملك فيصل، كلية الآداب، قسم الدراسات الإسلامية، سنة 1435هـ – 1436هـ.
5. دراسات علمية وومضات إيمانية مع شجرتي (التين والزيتون) انطلاقاً من قول الله تعالى: (والتين والزيتون)، لمجموعة من الباحثين: زكرياء منان، السعدية مغيس، جمال أبريني، نورا الدين لمطيلي، مجلة إعجاز الدولية للبحث والتأمل العلمي، العدد (5)، 2020م.
6. المقاصد القرآنية لسورة التين، حسن محمد المعلمي، مجلة التواصلية، المجلد العاشر، العدد الثاني، 2024م.

## وصلات خارجية
- سورة التين بقراءة مشاري بن راشد العفاسي
- سورة التين: تجويد-تفسير - موقع Altafsir.com